# Château du Bost (Bellerive-sur-Allier)
Pour les articles homonymes, voir château du Bost.
Le château du Bost est un château du XVe siècle situé à Bellerive-sur-Allier,  dans le département français de l'Allier. Il abrite aujourd'hui un hôtel-restaurant.

## Localisation
Le château est situé rue de Beauséjour, sur les hauteurs de la commune de Bellerive-sur-Allier, dans le sud-est du  département de l'Allier, en région Auvergne-Rhône-Alpes. 

## Description

### Château
Sur le cadastre de 1839 figurent quatre bâtiments de communs en bord de route, le château est entouré d'eau, avant 1895 construction d'un bâtiment joignant les corps sud et est du château ; après 1899 remaniement du bâtiment nord avec construction d'une tour à l'ouest et d'une aile à l'est, le château présente alors un plan régulier en U. Le domaine comprend un étang et un parc de 5 ha.

### Meuble
Un buffet, datant de 1604, est classé aux monuments historiques au titre objet en 1962.

## Historique
Le château est construit à partir de 1411.
Le château du Bost fut construit vraisemblablement sous Charles VII. La seigneurie du Bost (ou Box, de « boscus », le bois) est attestée depuis le début du XVe siècle, tout comme le château, dans les possessions d’une famille qui portait le nom du lieu. Le château du Bost fut ensuite la propriété successive de la famille de La Mer de Matha, Chapus, François Givois… Ernest-Léon Alfred Sanhard vicomte de Choumouroux. 
Situé à Bellerive-sur-Allier, une commune voisine de Vichy, il a été utilisé en 1941 comme résidence d'été par Pétain alors chef de l'État français. Il a été acquis par la ville en 1956 et il est devenu une maison de retraite jusqu'en 1995. Après réhabilitation, il a ouvert ses portes au public en 2013 ; un restaurant occupe une partie de la demeure au rez-de-chaussée, tandis que le premier étage, resté sous gestion municipale, est affecté à l'organisation d'événements et abrite également un hôtel de quelques chambres.